# 本宮市
本宮市（日语：／ Motomiya shi */?）是位于福島縣中通中部的市。設立于2007年1月1日，由安達郡本宮町與白澤村合併而成。是福島縣面積最小，人口也最少的市。

## 外部連結
- 官方网站 （日語）